# 469219 Kamoʻoalewa
469219 Kamoʻoalewa (/kəˌmoʊʔoʊ.əˈlɛv.ə/; có định danh tạm thời 2016 HO3) là một tiểu hành tinh, được phát hiện vào ngày 27 tháng 4 năm 2016, có thể là bán vệ tinh của Trái Đất.  Nó được đặt tên là Kamoʻoalewa, có nghĩa "thiên thể dao động" trong tiếng Hawaii.

## Mô tả
Khi quay quanh Mặt Trời, Kamoʻoalewa dường như cũng xoay quanh Trái Đất. Vật thể nằm ngoài quyển Hill của Trái Đất. Mặc dù nằm quá xa để có thể coi là một vệ tinh tự nhiên, nhưng Kamoʻoalewa có thể là một bán vệ tinh.
Paul Chodas, giám đốc Trung tâm nghiên cứu vật thể gần Trái Đất của NASA (NEO) tại Phòng Thí nghiệm Sức đẩy Phản lực ở Pasadena, California cho biết: "Từ năm 2016, HO3 di chuyển vòng quanh hành tinh của chúng ta nhưng không bao giờ bay quá xa khi ta chuyển động quanh Mặt Trời, chúng ta gọi đó là bán vệ tinh (quasi-satellite) của Trái Đất".
Tiểu hành tinh Kamoʻoalewa được phát hiện lần đầu vào ngày 27 tháng 4 năm 2016 bởi kính thiên văn quan sát tiểu hành tinh Pan-STARRS 1 tại Haleakalā, Hawaii do Viện Thiên văn học Đại học Hawaii điều hành và được Planetary Defense Coordination Office của NASA tài trợ. Kích cỡ của vật thể này vẫn chưa được chắc chắn nhưng có thể là khoảng 40–100 m (130–330 ft).

## Hình ảnh

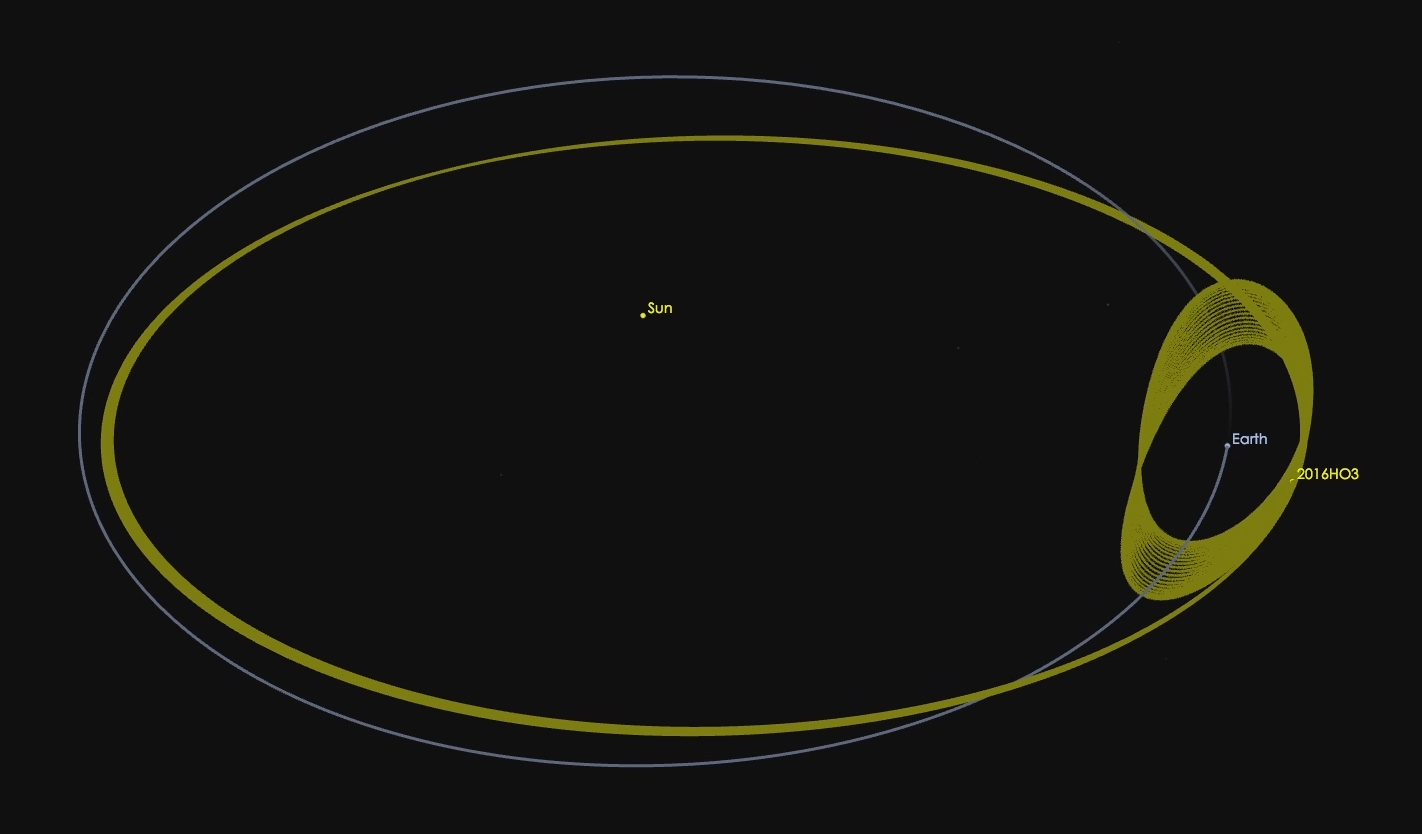
Tiểu hành tinh Kamoʻoalewa là một vật thể đồng hành với Trái Đất.
- Tiểu hành tinh Kamoʻoalewa quay quanh Mặt Trời và Trái Đất (mô phỏng; tập tin).